# 普拉茨堡镇 (纽约州)
普拉茨堡（英語：Plattsburgh）是位于美国纽约州克林顿县的一个镇，地处克林顿县东部，环绕着普拉茨堡市。2010年美国人口普查时，该镇有11870人。普拉茨堡镇建于1785年，名称来源于早期的土地拥有者泽弗奈亚·普拉特。
普拉茨堡国际机场位于该镇南部。